# Icosàedre hexakis
En geometria, l'icosàedre hexakis és un dels tretze políedres de Catalan, dual de l'icosidodecàedre truncat.
Les seves 120 cares són triangles escalens iguals els seus costats tenen llargades proporcionals a {\displaystyle 10{\sqrt {5}}-20,\ 3{\sqrt {5}}-3,\ 10{\sqrt {5}}-18}.

## Àrea i volum
Les fórmules per calcular l'àrea A i el volum V d'un icosàedre hexakis tal que les seves arestes més curtes tenen longitud a són les següents:
{\displaystyle A={\begin{matrix}{180 \over 11}{\sqrt {179-24{\sqrt {5}}}}\end{matrix}}\ a^{2}}
{\displaystyle V={\begin{matrix}{180 \over 11}(5+4{\sqrt {5}})\end{matrix}}\ a^{3}}

## Desenvolupament pla

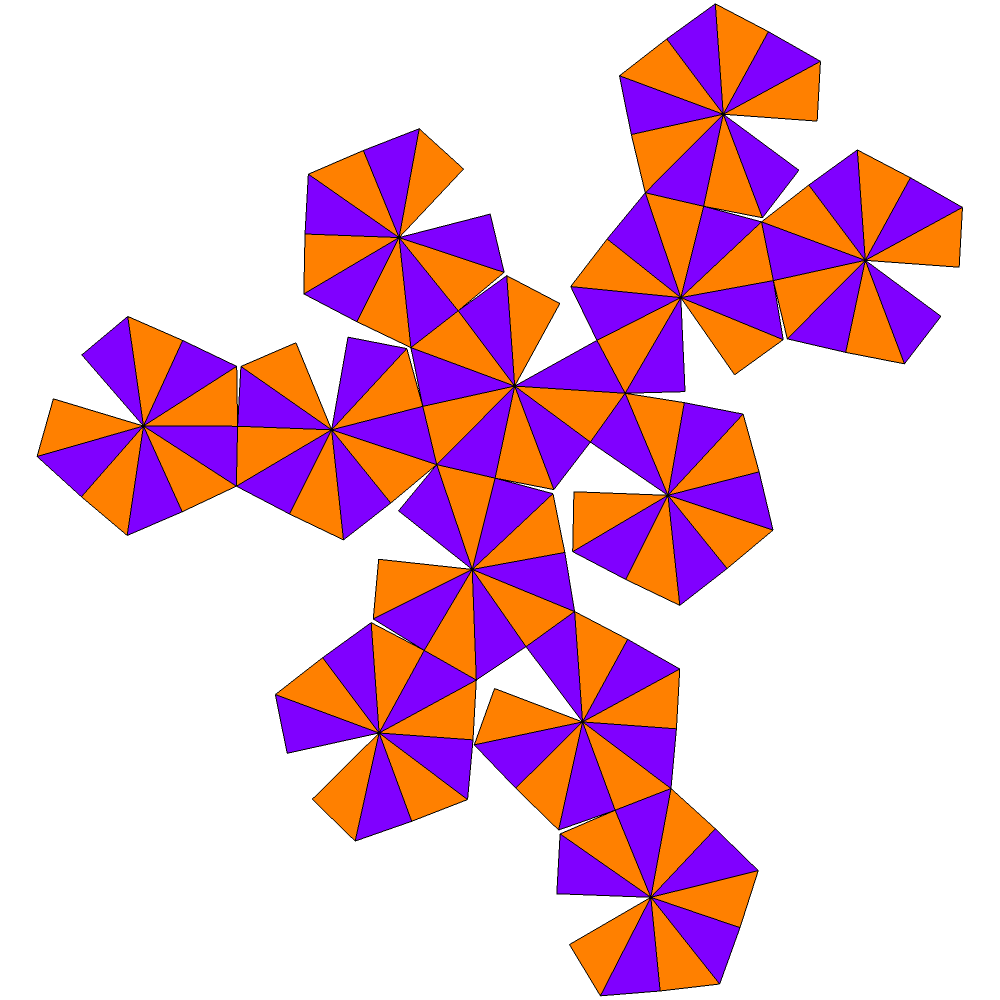
Desenvolupament pla de l'icosàedre hexakis

## Simetries
El grup de simetria de l'icosàedre hexakis té 120 elements, és el grup icosàedric Ih. És el mateix grup de simetria que el de l'icosàedre, el dodecàedre i el icosidodecàedre.

## Altres sòlids relacionats
Dels 62 vèrtex de l'icosàedre hexakis, en 20 hi concorren 6 cares, en 12 n'hi concorren 10 i en 30 n'hi concorren 4.
Els 20 vèrtex en què hi concorren 6 cares són vèrtex d'un icosàedre
Els 12 vèrtex en què hi concorren 10 cares són vèrtex d'un dodecàedre.
Els trenta vèrtex en què hi concorren 4 cares són vèrtex d'un icosidodecàedre.